# Michea (profeta)
Michea (Morset Gat, ... – ...; fl. VIII-VII secolo a.C.) è stato un profeta ebreo antico, autore del Libro di Michea.

## Biografia
Michea, in ebraico מִיכָה (Mychàh), è considerato uno dei profeti minori dell'Antico Testamento, svolse la sua attività di profeta durante i regni di Jotham, Acaz ed Ezechia, re di Giuda, approssimativamente tra il 737 a.C. ed il 690 a.C. Nacque in un piccolo villaggio a sud-ovest di Gerusalemme  chiamato Moreset-Gat, nel Regno di Giuda in direzione della frontiera filistea, fu lì che Dio gli si rivelò. Egli crebbe nell'ambiente di una classe sociale di poveri lavoratori, una piccola comunità rurale. La qualità delle sue profezie ha fatto ritenere a molti studiosi che egli abbia ricevuto una buona istruzione e/o possa essere appartenuto ad una delle famiglie più benestanti della comunità, un proprietario terriero.
Il suo nome, nella sua forma più lunga, Micaiahu, viene comunemente tradotto con «Chi è come Yahweh?» o anche «Lui che è come Jahvé», assimilandolo al nome "Mychaèl" significa «chi è come Dio?».
La sua predicazione fu volta nel solco di quelle dei profeti suoi predecessori: riportare il Regno di Giuda al rapporto con Dio.

## Culto
Michea è celebrato come santo dalla Chiesa apostolica armena, che lo commemora il 31 luglio. La Chiesa cristiana ortodossa lo celebra due volte l'anno: il 5 gennaio (calendario giuliano, corrispondente al 18 secondo il calendario gregoriano), e alla vigilia della Dormizione di Maria in agosto (15 agosto secondo il calendario gregoriano). La Chiesa cattolica invece lo celebra come santo il 21 dicembre.